# Ospriocerus nitens
Ospriocerus nitens là một loài ruồi trong họ Asilidae. Ospriocerus nitens được Coquillett miêu tả năm 1904.